# Lista de emissoras da Band
Esta é uma lista que contém as emissoras próprias e afiliadas que retransmitem a programação da Band. Além disso, a lista contém ainda as operadoras de TV por assinatura que contam com o sinal da emissora em seu line-up e as antigas afiliadas da rede e suas respectivas afiliações atuais.

## Próprias

### Geradoras
| Emissora       | Cidade         | UF             | Canal   | Prefixo | Operada desde |
| -------------- | -------------- | -------------- | ------- | ------- | ------------- |
| Band São Paulo | São Paulo      | São Paulo      | 13 (23) | ZYB 852 | 1967          |
| Band Rio       | Rio de Janeiro | Rio de Janeiro | 7 (35)  | ZYP 284 | 1977          |

### Filiais
| Emissora          | Cidade                                      | UF                  | Canal            | Prefixo | Operada desde |
| ----------------- | ------------------------------------------- | ------------------- | ---------------- | ------- | ------------- |
| Band Mais         | Campinas                                    | São Paulo           | 4 (16)           | ZYQ 834 | 1990          |
| Band Paulista     | Presidente Prudente / São José do Rio Preto | São Paulo           | 10 (19) / 5 (24) | ZYP 325 | 1982          |
| Band Vale         | Taubaté / São José dos Campos               | São Paulo           | 6 (23) / 57 (21) | ZYQ 841 | 1996          |
| Band Rio Interior | Barra Mansa                                 | Rio de Janeiro      | 8 (33)           | ZYP 122 | 2007          |
| Band RS           | Porto Alegre                                | Rio Grande do Sul   | 10 (32)          | ZYP 329 | 1980          |
| Band Paraná       | Curitiba                                    | Paraná              | 2 (38)           | ZYB 400 | 1991          |
| Band Minas        | Belo Horizonte                              | Minas Gerais        | 7 (20)           | ZYQ 808 | 1975          |
| Band Triângulo    | Uberaba / Uberlândia                        | Minas Gerais        | 7 (17) / 12 (17) | ZYP 262 | 2008          |
| Band Brasília     | Brasília                                    | Distrito Federal    | 4 (26)           | ZYP 320 | 1987          |
| Band Bahia        | Salvador                                    | Bahia               | 7 (46)           | ZYA 297 | 1981          |
| Band RN           | Natal                                       | Rio Grande do Norte | 3 (30)           | ZYP 261 | 2008          |
| Band Piauí        | Parnaíba / Teresina                         | Piauí               | 5 (42) / 12 (38) | ZYP 275 | 2015          |
| Band Tocantins    | Palmas                                      | Tocantins           | 4 (35)           | RTV     | 2008          |
| Band Amazonas     | Manaus                                      | Amazonas            | 13 (22)          | ZYP 330 | 2008          |
| Band Ceará        | Fortaleza                                   | Ceará               | 20 (21)          | RTV     | 2020          |
| Band Mato Grosso  | Cuiabá                                      | Mato Grosso         | 15 (14)          | RTV     | 2019          |

## Afiliadas

### Acre
| Grupo                             | Emissora      | Cidade          | Canal                    | Prefixo | Afiliada desde |
| --------------------------------- | ------------- | --------------- | ------------------------ | ------- | -------------- |
| Ecoacre Comunicações              | TV5           | Rio Branco      | 5 (32)                   | RTV     | 2002           |
| Sistema Integração de Comunicação | TV Integração | Cruzeiro do Sul | 12 (32) (em implantação) | RTV     | 1988           |

### Amapá
| Grupo                        | Emissora   | Cidade           | Canal  | Prefixo | Afiliada desde |
| ---------------------------- | ---------- | ---------------- | ------ | ------- | -------------- |
| Organizações José Alcolumbre | TV Macapá  | Macapá           | 4 (34) | RTV     | 1997           |
| Ministério Verdade           | TV Verdade | Laranjal do Jari | 4 (32) | RTV     | 2023           |

### Espírito Santo
| Grupo        | Emissora   | Cidade  | Canal  | Prefixo | Afiliada desde |
| ------------ | ---------- | ------- | ------ | ------- | -------------- |
| Rede Tribuna | TV Tribuna | Vitória | 7 (42) | ZYP 604 | 2025           |

### Goiás
| Grupo                       | Emissora   | Cidade | Canal  | Prefixo | Afiliada desde |
| --------------------------- | ---------- | ------ | ------ | ------- | -------------- |
| Rede Sucesso de Comunicação | TV Sucesso | Jataí  | 6 (39) | ZYP 273 | 2024           |

### Maranhão
| Grupo                                              | Emissora             | Cidade                         | Canal                    | Prefixo | Afiliada desde  |
| -------------------------------------------------- | -------------------- | ------------------------------ | ------------------------ | ------- | --------------- |
| Rede Metropolitana de Rádio e Televisão Ltda.      | Band Maranhão        | São Luís / São José de Ribamar | 15 / 27                  | ZYA 661 | 2018            |
| Rede Metropolitana de Rádio e Televisão Ltda.      | Band Imperatriz      | Imperatriz                     | 31                       | RTV     | 2020            |
| Empresa de Comunicações do Vale do Itapecuru Ltda. | TV Palmeira do Norte | Codó                           | 7 (46) (em implantação)  | RTV     | Sem informações |
| TV Mearim Ltda.                                    | TV Mearim            | Bacabal                        | 4 (17)                   | RTV     | Sem informações |
| Grupo Princesa da Baixada                          | TV Pinheiro          | Pinheiro                       | 11 (16) (em implantação) | RTV     | 2003            |
| Grupo Waldir Jorge de Comunicação                  | TV Verdes Lagos      | Lago da Pedra                  | 2 (14)                   | RTV     | Sem informações |
| Sistema Nova Era de Comunicação                    | TV Nova Era          | Colinas                        | 9 (18)                   | RTV     | 2019            |
| Prefeitura Municipal de São Mateus                 | TV São Mateus        | São Mateus do Maranhão         | 13 (14)                  | RTV     | Sem informações |

### Mato Grosso
| Grupo                       | Emissora             | Cidade          | Canal                    | Prefixo | Afiliada desde |
| --------------------------- | -------------------- | --------------- | ------------------------ | ------- | -------------- |
| TV Vitória Régia Ltda.      | TV Vitória Régia     | Cáceres         | 6 (41)                   | RTV     | 2000           |
| TV Cidade Verde S/A         | Band Barra do Garças | Barra do Garças | 27 (41) (em implantação) | RTV     | 2003           |
| Grupo Torres de Comunicação | TV Mutum             | Nova Mutum      | 11 (51)                  | RTV     | 2024           |

### Mato Grosso do Sul
| Grupo                                 | Emissora    | Cidade       | Canal   | Prefixo | Afiliada desde |
| ------------------------------------- | ----------- | ------------ | ------- | ------- | -------------- |
| Fundação Internacional de Comunicação | TV Guanandi | Campo Grande | 13 (21) | ZYP 200 | 1989           |

### Pará
| Grupo                                        | Emissora           | Cidade                | Canal                    | Prefixo | Afiliada desde  |
| -------------------------------------------- | ------------------ | --------------------- | ------------------------ | ------- | --------------- |
| Grupo RBA de Comunicação                     | RBA TV             | Belém                 | 13 (35)                  | ZYP 271 | 1993            |
| Grupo RBA de Comunicação                     | RBA TV Santarém    | Santarém              | 12 (36)                  | RTV     | Sem informações |
| Grupo RBA de Comunicação                     | RBA TV Parauapebas | Parauapebas           | 30 (35)                  | RTV     | Sem informações |
| Grupo RBA de Comunicação                     | RBA TV Marabá      | Marabá                | 2 (36)                   | ZYB 207 | 2012            |
| Grupo RBA de Comunicação                     | RBA TV Breves      | Breves                | 12 (35)                  | RTV     | Sem informações |
| Grupo RBA de Comunicação                     | RBA TV Paragominas | Paragominas           | 30 (35)                  | RTV     | Sem informações |
| Grupo RBA de Comunicação                     | RBA TV Tucumã      | Tucumã                | 51 (35) (em implantação) | RTV     | Sem informações |
| Grupo RTP Castanhal                          | RBA TV Castanhal   | Castanhal             | 6 (18)                   | RTV     | Sem informações |
| Prefeitura Municipal de Cametá               | TV Tocantina       | Cametá                | 6 (33) (em implantação)  | RTV     | Sem informações |
| Rádio e TV Cidade Comunicação Ltda.          | TV Cidade          | Altamira              | 19 (36)                  | RTV     | 2014            |
| Grupo Ita de Comunicação                     | TV Eldorado        | Itaituba              | 6 (35)                   | RTV     | Sem informações |
| Prefeitura Municipal de Bragança             | RBA TV Bragança    | Bragança              | 8 (35)                   | RTV     | 2010            |
| Grupo Arauto                                 | Band Redenção      | Redenção              | 13 (35) (em implantação) | RTV     | Sem informações |
| Sistema de Comunicação Frederico Braun Ltda. | TV Amazônia        | Capanema              | 13 (35) (em implantação) | RTV     | Sem informações |
| Organizações Nivaldo Pereira                 | TV Ponta Negra     | Alenquer              | 19                       | RTV     | Sem informações |
| Rádio e TV Imprensa Ltda.                    | TV Caxiuanã        | Portel                | 14                       | RTV     | Sem informações |
| Sistema Sentinela de Comunicação             | Sentinela TV       | Óbidos                | 7 (36) (em implantação)  | RTV     | Sem informações |
| Rede de Comunicação Regional                 | TV Rio Norte       | Conceição do Araguaia | 18 (35) (em implantação) | RTV     | 2021            |
| Rádio e TV Vale do Uruará Ltda.              | TV Vale do Uruará  | Uruará                | 11 (35) (em implantação) | RTV     | 1995            |
| Sistema Floresta de Comunicação              | TV Floresta        | Jacundá               | 3 (25)                   | RTV     | Sem informações |
| Grupo Sol de Comunicação                     | Sol TV             | São João de Pirabas   | 14                       | RTV     | 2023            |
| Grupo Jade de Comunicação                    | Jade TV            | Bonito                | 14                       | RTV     | 2024            |

### Paraíba
| Grupo                          | Emissora   | Cidade      | Canal   | Prefixo | Afiliada desde |
| ------------------------------ | ---------- | ----------- | ------- | ------- | -------------- |
| Sistema Arapuan de Comunicação | TV Arapuan | João Pessoa | 14 (23) | ZYB 277 | 2023           |

### Paraná
| Grupo            | Emissora           | Cidade   | Canal   | Prefixo | Afiliada desde |
| ---------------- | ------------------ | -------- | ------- | ------- | -------------- |
| Grupo JMalucelli | TV Maringá         | Maringá  | 6 (27)  | ZYB 406 | 1993           |
| Grupo Tarobá     | TV Tarobá Cascavel | Cascavel | 6 (36)  | ZYB 397 | 1979           |
| Grupo Tarobá     | TV Tarobá Londrina | Londrina | 13 (30) | ZYB 416 | 1996           |

### Pernambuco
| Grupo        | Emissora   | Cidade          | Canal  | Prefixo | Afiliada desde |
| ------------ | ---------- | --------------- | ------ | ------- | -------------- |
| Rede Tribuna | TV Tribuna | Olinda / Recife | 4 (20) | ZYP 277 | 2012           |

### Rondônia
| Grupo                              | Emissora    | Cidade               | Canal       | Prefixo | Afiliada desde  |
| ---------------------------------- | ----------- | -------------------- | ----------- | ------- | --------------- |
| Grupo Rondovisão                   | Rondovisão  | Cacoal / Porto Velho | 9 (31) / 34 | ZYB 594 | 2007            |
| Central Rondoniense de Comunicação | TV Regional | Presidente Médici    | 8 (26)      | RTV     | Sem informações |

### Roraima
| Grupo                      | Emissora     | Cidade    | Canal  | Prefixo | Afiliada desde |
| -------------------------- | ------------ | --------- | ------ | ------- | -------------- |
| Grupo Norte de Comunicação | Band Roraima | Boa Vista | 8 (36) | RTV     | 2008           |

### Santa Catarina
| Grupo               | Emissora         | Cidade        | Canal  | Prefixo | Afiliada desde |
| ------------------- | ---------------- | ------------- | ------ | ------- | -------------- |
| Grupo Barriga Verde | TV Barriga Verde | Florianópolis | 9 (32) | ZYB 766 | 1993           |

### São Paulo
| Grupo                        | Emissora         | Cidade               | Canal   | Prefixo | Afiliada desde |
| ---------------------------- | ---------------- | -------------------- | ------- | ------- | -------------- |
| Sistema Clube de Comunicação | TV Clube         | Ribeirão Preto       | 9 (16)  | ZYB 868 | 1993           |
| Grupo Thathi de Comunicação  | TH+ Band Litoral | São Vicente / Santos | 12 (23) | ZYB 878 | 2011           |

### Tocantins
| Grupo                           | Emissora    | Cidade    | Canal   | Prefixo | Afiliada desde |
| ------------------------------- | ----------- | --------- | ------- | ------- | -------------- |
| Via Brasil Comunicação Ltda.    | TV Amazônia | Araguaína | 10 (42) | RTV     | 2015           |
| Macarena Telecomunicações Ltda. | Sil TV      | Gurupi    | 19 (28) | RTV     | 2015           |

## Retransmissoras

### Acre
| Cidade   | Canal |
| -------- | ----- |
| Tarauacá | 9 VHF |

### Alagoas
Retransmissora da Band RN
| Cidade | Canal       |
| ------ | ----------- |
| Maceió | 38 (39 UHF) |

### Ceará
| Cidade         | Canal  |
| -------------- | ------ |
| Santa Quitéria | 13 VHF |

### Goiás
Retransmissoras da rede
| Cidade              | Canal analógico | Canal digital |
| ------------------- | --------------- | ------------- |
| Edealina            | —               | 10 (26 UHF)   |
| Santa Rosa de Goiás | —               | 10 (40 UHF)   |
| Serranópolis        | 5 VHF           | 47 UHF        |
| Trombas             | —               | 7 (40 UHF)    |

### Maranhão
| Cidade               | Canal analógico | Canal digital |
| -------------------- | --------------- | ------------- |
| Amarante do Maranhão | 13 VHF          | —             |
| Barra do Corda       | 9 VHF           | —             |
| Carolina             | 3 VHF           | —             |
| Chapadinha           | 9 VHF           | —             |
| Imperatriz           | —               | 31 UHF        |
| Magalhães de Almeida | —               | 10 (14 UHF)   |
| Mata Roma            | —               | 9 (14 UHF)    |
| Vitória do Mearim    | —               | 8 (36 UHF)    |

### Mato Grosso
| Cidade        | Canal analógico | Canal digital |
| ------------- | --------------- | ------------- |
| Cuiabá        | —               | 15 (14 UHF)   |
| Guiratinga    | 11 VHF          | —             |
| Nortelândia   | —               | 6 (42 UHF)    |
| Poxoréu       | —               | 10 (49 UHF)   |
| Rosário Oeste | 2 VHF           | —             |

### Pará
Retransmissoras da rede
| Cidade          | Canal analógico | Canal digital |
| --------------- | --------------- | ------------- |
| Abel Figueiredo | —               | 10 (44 UHF)   |
| Mãe do Rio      | 8 VHF           | 44 UHF        |

### Pernambuco
Retransmissoras da rede
| Cidade               | Canal analógico | Canal digital |
| -------------------- | --------------- | ------------- |
| Agrestina            | —               | 22 (28 UHF)   |
| Angelim              | —               | 26 (42 UHF)   |
| Barra de Guabiraba   | —               | 28 UHF        |
| Cachoeirinha         | —               | 22 (18 UHF)   |
| Camocim de São Félix | —               | 50 (26 UHF)   |
| Cupira               | —               | 43 (51 UHF)   |
| Custódia             | —               | 20 (32 UHF)   |
| Exu                  | —               | 41 (16 UHF)   |
| Fernando de Noronha  | 9 VHF           | —             |
| Jucati               | —               | 30 (23 UHF)   |
| Lajedo               | —               | 28 (49 UHF)   |
| Ouricuri             | —               | 21 (41 UHF)   |
| Poção                | —               | 17 (28 UHF)   |
| Salgueiro            | —               | 17 (50 UHF)   |
| Serra Talhada        | —               | 21 (43 UHF)   |
| Tabira               | —               | 36 UHF        |

### Piauí
| Cidade              | Canal  |
| ------------------- | ------ |
| Corrente            | 13 VHF |
| Luís Correia        | 10 VHF |
| Piripiri            | 4 VHF  |
| São João do Piauí   | 7 VHF  |
| São Raimundo Nonato | 10 VHF |

### Rio Grande do Norte
Retransmissoras da rede
| Cidade     | Canal  |
| ---------- | ------ |
| Alexandria | 12 VHF |
| Santa Cruz | 17 UHF |

### Rio Grande do Sul
Retransmissoras da rede
| Cidade  | Canal |
| ------- | ----- |
| Sarandi | 4 VHF |

### Roraima
| Cidade      | Canal  |
| ----------- | ------ |
| Alto Alegre | 13 VHF |
| Normandia   | 9 VHF  |

### Sergipe
Retransmissora da Band Bahia
| Cidade  | Canal       |
| ------- | ----------- |
| Aracaju | 44 (43 UHF) |

### Tocantins
| Cidade               | Canal analógico | Canal digital |
| -------------------- | --------------- | ------------- |
| Aliança do Tocantins | 8 VHF           | —             |
| Arapoema             | 8 VHF           | —             |
| Caseara              | 11 VHF          | —             |

## Via satélite

### Digital
Usuários de antena parabólica digital só podem assistir com um receptor compatível com o sistema SAT HD Regional ou com o sistema Nova Parabólica, que requer um cartão de decodificação. Dependendo da região onde o usuário se cadastrar, há a distribuição do sinal da afiliada local que cobre aquela localidade no sinal terrestre. Do contrário, é disponiblizado o sinal de outra emissora. Nos receptores do sistema SAT HD Regional atuais, o número do canal é padronizado. Esta é uma lista que contém as emissoras próprias e afiliadas que retransmitem a programação da Band via satélite. 

#### Star One D2
- Posição: 70º Oeste

| Emissora          | Frequência | Taxa de símbolos | Polarização | FEC | Canal virtual | Observações | Período de operação | Referências                                    |
| ----------------- | ---------- | ---------------- | ----------- | --- | ------------- | ----------- | ------------------- | ---------------------------------------------- |
| Banda Ku          |            |                  |             |     |               |             |                     |                                                |
| TV Tribuna PE     | 11780 MHz  | 29900 Ksps       | Horizontal  | 2/3 | 13            |             | Desde 2023          | [ 8 ] [ 9 ] [ 10 ] [ 11 ] [ 12 ] [ 13 ] [ 14 ] |
| TH+ Band Litoral  | 11860 MHz  | 29900 Ksps       | Horizontal  | 2/3 | 13            | Desde 2024  |                     | [ 8 ] [ 9 ] [ 10 ] [ 11 ] [ 12 ] [ 13 ] [ 14 ] |
| Band Bahia        | 11940 MHz  | 29900 Ksps       | Horizontal  | 2/3 | 13            | Desde 2022  |                     | [ 8 ] [ 9 ] [ 10 ] [ 11 ] [ 12 ] [ 13 ] [ 14 ] |
| Band Minas        | 11940 MHz  | 29900 Ksps       | Horizontal  | 2/3 | 13            | Desde 2022  |                     | [ 8 ] [ 9 ] [ 10 ] [ 11 ] [ 12 ] [ 13 ] [ 14 ] |
| Band Rio Interior | 11940 MHz  | 29900 Ksps       | Horizontal  | 2/3 | 13            | Desde 2022  |                     | [ 8 ] [ 9 ] [ 10 ] [ 11 ] [ 12 ] [ 13 ] [ 14 ] |
| Band              | 11940 MHz  | 29900 Ksps       | Horizontal  | 2/3 | 13            | Desde 2022  |                     | [ 8 ] [ 9 ] [ 10 ] [ 11 ] [ 12 ] [ 13 ] [ 14 ] |
| Band São Paulo    | 11940 MHz  | 29900 Ksps       | Horizontal  | 2/3 | 13            | Desde 2022  |                     | [ 8 ] [ 9 ] [ 10 ] [ 11 ] [ 12 ] [ 13 ] [ 14 ] |
| Band Amazonas     | 12000 MHz  | 29900 Ksps       | Vertical    | 2/3 | 13            | Desde 2022  |                     | [ 8 ] [ 9 ] [ 10 ] [ 11 ] [ 12 ] [ 13 ] [ 14 ] |
| Band Ceará        | 12000 MHz  | 29900 Ksps       | Vertical    | 2/3 | 13            | Desde 2022  |                     | [ 8 ] [ 9 ] [ 10 ] [ 11 ] [ 12 ] [ 13 ] [ 14 ] |
| Band Mais         | 12000 MHz  | 29900 Ksps       | Vertical    | 2/3 | 13            | Desde 2022  |                     | [ 8 ] [ 9 ] [ 10 ] [ 11 ] [ 12 ] [ 13 ] [ 14 ] |
| Band Paraná       | 12000 MHz  | 29900 Ksps       | Vertical    | 2/3 | 13            | Desde 2022  |                     | [ 8 ] [ 9 ] [ 10 ] [ 11 ] [ 12 ] [ 13 ] [ 14 ] |
| Band Paulista     | 12000 MHz  | 29900 Ksps       | Vertical    | 2/3 | 13            | Desde 2022  |                     | [ 8 ] [ 9 ] [ 10 ] [ 11 ] [ 12 ] [ 13 ] [ 14 ] |
| Band RS           | 12000 MHz  | 29900 Ksps       | Vertical    | 2/3 | 13            | Desde 2022  |                     | [ 8 ] [ 9 ] [ 10 ] [ 11 ] [ 12 ] [ 13 ] [ 14 ] |
| Band Vale         | 12000 MHz  | 29900 Ksps       | Vertical    | 2/3 | 13            | Desde 2022  |                     | [ 8 ] [ 9 ] [ 10 ] [ 11 ] [ 12 ] [ 13 ] [ 14 ] |

#### Sky Brasil-1
- Posição: 43º Oeste

| Emissora      | Frequência | Taxa de símbolos | Polarização | FEC | Canal virtual | Período de operação | Referências          |
| ------------- | ---------- | ---------------- | ----------- | --- | ------------- | ------------------- | -------------------- |
| Banda Ku      |            |                  |             |     |               |                     |                      |
| Band Rio      | 10802 MHz  | 30000 Ksps       | Horizontal  | 2/3 | 13            | Desde 2023          | [ 15 ] [ 16 ] [ 12 ] |
| Band Minas    | 10922 MHz  | 30000 Ksps       | Vertical    | 2/3 | 13            | Desde 2023          | [ 15 ] [ 16 ] [ 12 ] |
| Band Bahia    | 11222 MHz  | 30000 Ksps       | Horizontal  | 2/3 | 13            | Desde 2023          | [ 15 ] [ 16 ] [ 12 ] |
| Band RS       | 11262 MHz  | 30000 Ksps       | Vertical    | 2/3 | 13            | Desde 2023          | [ 15 ] [ 16 ] [ 12 ] |
| Band          | 11302 MHz  | 30000 Ksps       | Vertical    | 2/3 | 13            | Desde 2023          | [ 15 ] [ 16 ] [ 12 ] |
| Band Amazonas | 11590 MHz  | 30000 Ksps       | Horizontal  | 2/3 | 13            | Desde 2024          | [ 15 ] [ 16 ] [ 12 ] |
| Band Paraná   | 11670 MHz  | 30000 Ksps       | Horizontal  | 2/3 | 13            | Desde 2023          | [ 15 ] [ 16 ] [ 12 ] |

### Antigas transmissões

#### Analógico
| Satélite    | Posição   | Frequência                  | Filtro BW | Polarização | Observações                          | Período de operação | Referências                                      |
| ----------- | --------- | --------------------------- | --------- | ----------- | ------------------------------------ | ------------------- | ------------------------------------------------ |
| Banda C     |           |                             |           |             |                                      |                     |                                                  |
| Star One D2 | 70º Oeste | 3810 MHz (1340 MHz Banda L) | 18 MHz    | Horizontal  | Desligado desde 30 de junho de 2024. | 1982-2024           | [ 17 ] [ 18 ] [ 19 ] [ 20 ] [ 21 ] [ 22 ] [ 23 ] |

#### Digital
| Satélite    | Posição   | Frequência | Taxa de símbolos | Polarização | FEC | Canal virtual | Observações                                    | Período de operação | Referências                 |
| ----------- | --------- | ---------- | ---------------- | ----------- | --- | ------------- | ---------------------------------------------- | ------------------- | --------------------------- |
| Banda C     |           |            |                  |             |     |               |                                                |                     |                             |
| Star One D2 | 70º Oeste | 3700 MHz   | 15000 Ksps       | Vertical    | 3/4 | N/A           | Fez parte brevemente do sistema HD Sat Brasil. | 2008-2010           | [ 24 ] [ 25 ] [ 26 ] [ 27 ] |
| Star One D2 | 70º Oeste | 3990 MHz   | 7400 Ksps        | Vertical    | 3/4 | N/A           | Migrou para a frequência 3768 MHz.             | 2010-2019           | [ 24 ] [ 25 ] [ 26 ] [ 27 ] |
| Star One D2 | 70º Oeste | 3768 MHz   | 4166 Ksps        | Horizontal  | 3/5 | N/A           | Desligado desde 30 de abril de 2025.           | 2019-2025           | [ 24 ] [ 25 ] [ 26 ] [ 27 ] |

## Televisão por assinatura
Nas operadoras de TV por assinatura que não retransmitem a emissora da região, opera com a programação de São Paulo, exceto alguns comerciais, que são substituídos por inserções específicas para as operadoras.
| Operadora | Canal       |
| --------- | ----------- |
| Claro TV+ | 22 / 522 HD |
| Sky       | 13 / 413 HD |
| Oi TV     | 07 / 607 HD |
| Vivo TV   | 226 / 223   |

## Antigas afiliadas
| Nome                               | Cidade                | UF | Canal | Situação/afiliação atual                                         | Período de afiliação |
| ---------------------------------- | --------------------- | -- | ----- | ---------------------------------------------------------------- | -------------------- |
| TVBC                               | Barra do Corda        | MA | 9     | Extinta                                                          | ????-2025            |
| TV Santa Helena                    | Santa Helena          | MA | 7     | Extinta                                                          | ????-2025            |
| TV Lagoverdense                    | Lago Verde            | MA | 14    | Extinta                                                          | ????-2025            |
| TV Cidade                          | Mocajuba              | PA | 6     | Extinta                                                          | ????-2025            |
| TV Cerrado                         | Oiapoque              | AP | 7     | Extinta                                                          | ????-2025            |
| RBA TV Canaã                       | Canaã dos Carajás     | PA | 5     | Extinta                                                          | ????-2025            |
| TV Cidade                          | Oriximiná             | PA | 30    | Extnta                                                           | 2023-2025            |
| Band Caxias                        | Caxias                | MA | 13    | Extinta                                                          | 1992-2025            |
| TV Capixaba                        | Vila Velha            | ES | 10    | Hoje TV SIM, afiliada ao SBT                                     | 1989–2024            |
| TV Rio Flores                      | Presidente Dutra      | MA | 16    | SBT                                                              | 2021–2024            |
| TV Líder                           | Vargem Grande         | MA | 9     | SBT                                                              | 2017; 2023-2024      |
| TV Goiânia                         | Goiânia               | GO | 11    | Canal UOL                                                        | 1996-2024            |
| TV Manaíra                         | João Pessoa           | PB | 10    | Hoje TV Norte Paraíba, afiliada à RedeTV!                        | 1998-2023            |
| TV Atenas                          | Pedreiras             | MA | 13    | Extinta                                                          | ????-2022            |
| Balsas TV                          | Balsas                | MA | 23    | TV Cultura                                                       | ????-2021            |
| TV Mídia                           | Santa Inês            | MA | 50    | Hoje TV Cidade Vale do Pindaré, afiliada à TV Gazeta             | ????-2021            |
| TV Cidade                          | Açailândia            | MA | 5     | Hoje Açailândia TV, afiliada à RedeTV!                           | ????-2020            |
| NordesTV                           | Sobral                | CE | 48    | Hoje emissora independente                                       | 2015-2020            |
| TV Imperatriz                      | Imperatriz            | MA | 4     | Hoje Imperial TV, afiliada à RedeTV!                             | 1978-2019            |
| TV Cidade Verde Cuiabá             | Cuiabá                | MT | 12    | Hoje emissora própria da Rede Cidade Verde                       | 2009-2019            |
| TV Cidade Verde Primavera do Leste | Primavera do Leste    | MT | 10    | Hoje emissora própria da Rede Cidade Verde                       | 2009-2019            |
| TV Cidade Verde Rondonópolis       | Rondonópolis          | MT | 4     | Hoje emissora própria da Rede Cidade Verde                       | 2009-2019            |
| TV Cidade Verde Tangará da Serra   | Tangará da Serra      | MT | 10    | Hoje emissora própria da Rede Cidade Verde                       | 2009-2019            |
| TV Cidade Verde Juína              | Juína                 | MT | 10    | Rede Cidade Verde                                                | 2009-2019            |
| TV Cidade Verde Sinop              | Sinop                 | MT | 28    | Rede Cidade Verde                                                | 2018-2019            |
| TV Cidade Verde Sorriso            | Sorriso               | MT | 12    | Rede Cidade Verde                                                | 2006-2019            |
| TV Maranhense                      | São Luís              | MA | 17    | Rede Brasil                                                      | 2000-2019            |
| TV Guajará                         | Tailândia             | PA | 7     | SBT                                                              | 2000-2018            |
| TV Líder                           | Vargem Grande         | MA | 9     | SBT                                                              | 2017                 |
| RSTV                               | Sapezal               | MT | 11    | Extinta                                                          | 2009-2016            |
| TV Maracu                          | Viana                 | MA | 11    | Record                                                           | 2000-2016            |
| TV Jangadeiro                      | Fortaleza             | CE | 12    | SBT                                                              | 1990-1998; 2012-2015 |
| TV Girassol                        | Gurupi                | TO | 3     | Extinta                                                          | 1997-2015            |
| Band Sinop                         | Sinop                 | MT | 13    | Hoje TV Mais, afiliada à TV Brasil Oeste (Rede Brasil)           | 2008-2013            |
| TV Clube                           | Recife                | PE | 9     | Hoje TV Guararapes, afiliada à Record                            | 2000-2012            |
| TV Meio Norte                      | Teresina              | PI | 7     | Hoje TV Meio, emissora própria da Rede Meio                      | 1985; 2000-2010      |
| Band Tefé                          | Tefé                  | AM | 4     | Extinta                                                          | 2008-2010            |
| TV Brasil Oeste                    | Cuiabá                | MT | 8     | Rede Brasil                                                      | 1986-2009            |
| TV Eldorado                        | Santa Inês            | MA | 10    | Hoje Rede Mais Família, emissora independente                    | 2002-2007            |
| Canal 19                           | Teresina              | PI | 19    | Hoje TV Jornal, afiliada à TV Cultura                            | 2004-2007            |
| TV Alagoas                         | Maceió                | AL | 5     | Hoje TV Ponta Verde, afiliada ao SBT                             | 1999-2007            |
| TV Catarinense                     | Joaçaba               | SC | 6     | Hoje NSC TV Centro-Oeste, afiliada à TV Globo                    | 1993-2005            |
| TV Guaporeí                        | Pontes e Lacerda      | MT | 8     | Record                                                           | 1990-2003            |
| TV Paranaíba                       | Uberlândia            | MG | 10    | Record                                                           | 1978-2003            |
| TV União                           | Rio Branco            | AC | 13    | Hoje emissora própria da Rede União                              | 1988-2000            |
| TV Imagem do Noroeste              | Paranavaí             | PR | 7     | Hoje RPC Paranavaí, afiliada à TV Globo                          | 1992-2000            |
| TV Guairacá                        | Guarapuava            | PR | 2     | Hoje RPC Guarapuava, afiliada à TV Globo                         | 1993-2000            |
| TV Cachoeira                       | Cachoeira do Sul      | RS | 11    | Hoje emissora própria da TV Novo Tempo                           | 1992-2000            |
| TV Cidade                          | São Luís              | MA | 6     | Record                                                           | 1981-2000            |
| TV Cidade Verde                    | Teresina              | PI | 5     | SBT                                                              | 1986-2000            |
| TV São Paulo Centro                | Bauru                 | SP | 4     | Hoje Record Paulista, emissora própria da Record                 | 1994-1999            |
| TV Javaés                          | Palmas                | TO | 7     | Hoje TV Jovem, afiliada à Record                                 | 1992-1997            |
| TV Correio                         | João Pessoa           | PB | 12    | Record                                                           | 1992-1997            |
| TV Amazônia                        | Macapá                | AP | 4     | SBT                                                              | 1990-1997            |
| TV Jornal                          | Aracaju               | SE | 13    | Hoje TV Canção Nova SE, emissora própria da TV Canção Nova       | 1993-1997            |
| TV Tiradentes                      | Juiz de Fora          | MG | 10    | Hoje TV Alterosa Zona da Mata, afiliada ao SBT                   | 1994-1997            |
| TV Norte Fluminense                | Campos dos Goytacazes | RJ | 12    | Hoje Record Interior RJ, emissora própria da Record              | 1995-1997            |
| TV Caiuás                          | Dourados              | MS | 5     | Hoje RIT Dourados, emissora própria da RIT                       | 1983-1996            |
| TV Brasil Central                  | Goiânia               | GO | 13    | TV Cultura                                                       | 1975-1995            |
| TV Cultura do Pará                 | Belém                 | PA | 2     | TV Cultura                                                       | 1990-1993            |
| TV Vale do Itajaí                  | Itajaí                | SC | 10    | Hoje NDTV Itajaí, afiliada à Record                              | 1986-1992            |
| TV Cultura                         | Florianópolis         | SC | 6     | Hoje Record News Santa Catarina, emissora própria da Record News | 1982-1992            |
| TV Eldorado                        | Criciúma              | SC | 9     | Hoje NSC TV Criciúma, afiliada à TV Globo                        | 1978-1992            |
| TV Palmas                          | Palmas                | TO | 13    | Hoje Unitins TV, afiliada à TV Cultura                           | 1990-1992            |
| TV Esplanada                       | Ponta Grossa          | PR | 7     | Hoje RPC Ponta Grossa, afiliada à TV Globo                       | 1980-1992            |
| TV Pernambuco                      | Caruaru               | PE | 12    | TV Cultura e TV Brasil                                           | 1987-1991            |
| TV Paraná                          | Curitiba              | PR | 6     | Hoje CNT Curitiba, emissora própria da CNT                       | 1978-1991            |
| TV Tropical                        | Londrina              | PR | 7     | Hoje CNT Tropical, emissora própria da CNT                       | 1979-1991            |
| TV Água Boa                        | Água Boa              | MT | 6     | Extinta                                                          | 1990-1991            |
| TV Guajará                         | Belém                 | PA | 4     | Hoje Boas Novas Belém, emissora própria da Boas Novas            | 1976-1990            |
| TV Equatorial                      | Macapá                | AP | 8     | TV Cultura                                                       | 1983-1987            |
| TV Morada do Sol                   | Araraquara            | SP | 9     | Extinta                                                          | 1979-1987            |
| TV Jornal                          | Recife                | PE | 2     | SBT                                                              | 1979-1987            |
| TV Cidade                          | Fortaleza             | CE | 8     | Record                                                           | 1978-1987            |
| TV Cabo Branco                     | João Pessoa           | PB | 7     | TV Globo                                                         | 1986                 |
| TV Atalaia                         | Aracaju               | SE | 8     | Record                                                           | 1980-1986            |
| TV Amazonas                        | Manaus                | AM | 5     | Hoje Rede Amazônica Manaus, afiliada à TV Globo                  | 1975-1986            |
| TV Humaitá                         | Humaitá               | AM | 6     | Hoje Rede Amazônica Humaitá, afiliada à TV Globo                 | 1983-1986            |
| TV Manacapuru                      | Manacapuru            | AM | 12    | Hoje Rede Amazônica Manacapuru, afiliada à TV Globo              | 1981-1986            |
| TV Tefé                            | Tefé                  | AM | 6     | Extinta                                                          | 1978-1986            |
| TV Boca do Acre                    | Boca do Acre          | AM | 5     | Extinta                                                          | 1978-1986            |
| TV Tabatinga                       | Tabatinga             | AM | 4     | Extinta                                                          | 1978-1986            |
| TV Parintins                       | Parintins             | AM | 7     | Hoje Rede Amazônica Parintins, afiliada à TV Globo               | 1976-1986            |
| TV Itacoatiara                     | Itacoatiara           | AM | 11    | Hoje Rede Amazônica Itacoatiara, afiliada à TV Globo             | 1976-1986            |
| TV Nacional                        | Brasília              | DF | 2     | Hoje TV Brasil Capital, emissora própria da TV Brasil            | 1977-1983; 1985      |
| TV Acre                            | Rio Branco            | AC | 4     | Hoje Rede Amazônica Rio Branco, afiliada à TV Globo              | 1975-1982            |
| TV Cruzeiro do Sul                 | Cruzeiro do Sul       | AC | 5     | Hoje Rede Amazônica Cruzeiro do Sul, afiliada à TV Globo         | 1980-1982            |
| TV Amapá                           | Macapá                | AP | 6     | Hoje Rede Amazônica Macapá, afiliada à TV Globo                  | 1975-1982            |
| TV Rondônia                        | Porto Velho           | RO | 4     | Hoje Rede Amazônica Porto Velho, afiliada à TV Globo             | 1975-1982            |
| TV Cacoal                          | Cacoal                | RO | 5     | Hoje Rede Amazônica Cacoal, afiliada à TV Globo                  | 1981-1982            |
| TV Ariquemes                       | Ariquemes             | RO | 7     | Hoje Rede Amazônica Ariquemes, afiliada à TV Globo               | 1979-1982            |
| TV Jaru                            | Jaru                  | RO | 10    | Extinta                                                          | 1979-1982            |
| TV Vilhena                         | Vilhena               | RO | 5     | Hoje Rede Amazônica Vilhena, afiliada à TV Globo                 | 1977-1982            |
| TV Ji-Paraná                       | Ji-Paraná             | RO | 5     | Hoje Rede Amazônica Ji-Paraná, afiliada à TV Globo               | 1976-1982            |
| TV Guajará-Mirim                   | Guajará-Mirim         | RO | 3     | Extinta                                                          | 1974-1982            |
| TV Roraima                         | Boa Vista             | RR | 4     | Hoje Rede Amazônica Boa Vista, afiliada à TV Globo               | 1975-1982            |
| TV Açaí                            | Abaetetuba            | PA | 3     | Extinta                                                          | Desconhecido         |
| TV Guajarina                       | Santa Izabel do Pará  | PA | 8     | Extinta                                                          | Desconhecido         |